# Cross Off
«Cross Off» (en español: «Tachar») es el segundo sencillo del primer álbum de estudio de Mark Morton, Anesthetic y que cuenta con la colaboración del cantante fallecido de la banda Linkin Park, Chester Bennington.

## Composición
El tema fue grabado en el mes de abril de 2017 y fue compuesto por el propio Mark Morton y Chester Bennington. Cuando Morton le preguntó a Bennington sobre la idea de cantar en una canción que estaban componiendo, este inmediatamente le encantó al vocalista y se presentó en el estudio con más ideas sobre la música y las letras. Todas las guitarras fueron grabadas por Mark Morton y los que se encargan del bajo y la batería son los miembros de Trivium, Paolo Gregoletto y Alex Bent.

## Lista de canciones
Descarga digital

| N.º | Título                               | Duración |  |
| 1.  | «Cross Off» (con Chester Bennington) | 4:13     |  |

## Músicos
- Chester Bennington: voz
- Mark Morton: guitarra líder, guitarra rítmica.
- Paolo Gregoletto: bajo
- Alex Bent: batería